# 雷德伍德 (紐約州)
雷德伍德（英語：Redwood）是位於美國紐約州傑佛遜縣的普查規定居民點。

## 人口
根據2020年美國人口普查的數據，雷德伍德的面積為6.43平方千米，當中陸地面積為5.10平方千米，而水域面積為1.33平方千米。當地共有人口493人，而人口密度為每平方千米76.67人。